# Ліза Коші
Елізабет Шайла (Ліза) Коші (англ. Elizabeth Shaila 'Liza' Koshy; нар. 31 березня 1996) — американська актриса, телеведуча, комік та відеоблогерка. Вона розпочала свою кар'єру на відеопорталі Vine у 2013 році, перш ніж запустити канал на відеохостингу YouTube.
Серед її акторських ролей була Едея Вокер у комедійному фільмі жахів Тайлера Перрі «Бу! Гелловін Медеї» (2016) та Провідниця у серіалі на сервісі преміум YouTube «Втеча від ночі» (2017). Вона знялася у ролі Вайолет Адамс у драматичному телесеріалі Hulu «Жах» (2016—2017). З 2017 по 2018 рік була учасницею телевізійного серіалу MTV «Total Request Live». Починаючи з 2018 року, Коші продюсувала та знімалася як головний персонаж у комедійному серіалі YouTube «Ліза на вимогу». Також з 2018 по 2019 рік вона брала участь у відродженні гри Nickelodeon «Double Dare».
На кінець 2021 року основний канал YouTube Коші налічував понад 17,5 млн підписників, а два її канали мають загалом понад 2,5 млрд сукупних переглядів. Вона отримала чотири нагороди YouTube «Стрім», чотири нагороди Fox «Вибір тінейджерів» та нагороду «Вибір дітей» від каналу Nickelodeon. Ліза включена до списку журналу «Форбс» «30 найпливовіших молодих людей до 30 років — Голлівуд та розваги» і до списку журналу «Тайм» — «25 найвпливовіших людей інтернету» та до списку «100 людей майбутнього».

## Раннє життя та освіта
Коші народилася і зростала у Г'юстоні, штат Техас. Її батько — індіанець, а мати — німецького походження; батько Хосе Коші — керівник нафтової компанії, мати Джин Керол — інструкторка з йоги. У Лізи є дві старші сестри. З дитячого садка до п'ятого класу вона навчалася за двомовною, англо-іспанською навчальною та культурною програмою. У 2014 році, після відвідування середньої школи «Ламар», Коші вступила до Університету Г'юстона та почала вивчати бізнес-маркетинг. У 2015 році Коші покинула коледж та переїхала до Лос-Анджелеса, щоб продовжити свою кар'єру.

## Кар'єра

### Соц.медіа
Коші почала публікувати комічні відеоролики на платформі Vine, у 2013 році, під псевдонімом «Lizzza», де публікувала короткі комедійні ролики. Коли Vine закрилася в 2017 році, у Коші було 7 мільйонів підписників. До 2016 року Коші також відзначалася на платформі YouTube . У листопаді 2016 року, безпосередньо перед виборами 2016 року, Коші взяла інтерв'ю у президента Барака Обами на своєму каналі YouTube, щоб заохотити реєстрацію виборців. У відеороликах Коші відзначаються "її гучна міміка, швидкий темп та її прихильність виглядати як можна смішніше, наскільки жарт вимагає. Деякі з її відео беруть серйозні проблеми — наприклад, тривога, тиск, Інтернет-тролі, способи їх уникнення. Це робить їх доступними та привабливими для глядачів. « На початку 2018 року вона припинила додавати нові відеоролики до свого основного облікового запису YouTube, коли вона перейшла до роботи в повному режимі та роботи в хостінгу. Вона відновила публікацію нових відеороликів у 2019 році.
У 2017 році Коші стала „найшвидшою особистістю YouTube, яка охопила 10 мільйонів підписників“. Станом на жовтень 2019 року її головний канал YouTube мав понад 17 мільйонів підписників і понад 2 мільярди переглядів. Відео на її головному каналі в середньому майже 15 мільйонів переглядів. На її другому каналі YouTube було понад 8 мільйонів підписників а два її канали мали загальну кількість понад 2,5 мільярда переглядів. У неї також було більше 17 мільйонів підписників в Instagram, понад 11 мільйонів у TikTok (раніше Musical.ly), понад 2,9 мільйона у Facebook та понад 2,8 мільйона в Twitter. До 2017 року її загальне проникнення у соціальні медіа становило приблизно 45 мільйонів підписників. Час назвав Коші своїм списком 25 найвпливовіших людей в Інтернеті на 2019 рік та його наступним списком 2019 100.
У 2016 році Коші знялася в оригінальному серіалі жахів Hulu Freakish як Фіолет Адамс. Вона відкорила роль у другому сезоні шоу у 2017 році. Також у 2016 році вона зіграла роль Адеї Уокер у художньому фільмі-комедії „ Бу! Хеллоуїн Мадеї, і грала себе в серіалі YouTube Premium, Jingle Ballin ' . Коші знялася як принцеса Обрі у комедійному фільмі FML 2016 року. У 2017 році вона зіграла персонажа, що повторюється, «Провідник» у серіалі про таємничо-реалістичну серію YouTube Premium « Втеча з ночі» .
Коші зірка та співавтор комедійного серіалу YouTube Premium « Liza on Demand», який відбувся прем'єра в червні 2018 року, «після хаотичних нещасних випадків однойменного персонажа», коли вона працює, щоб стати «елітним такером» виконуючи дивні роботи. на оплату праці. Рецензент для Los Angeles Times писав: «Перший епізод … непоганий. Але це теж звичайне і трохи жорстке. … Але друге… краще… і показує Коші на гарний ефект, включивши деякі ефективні фізичні комедії. Це все-таки змусило мене сміятися „. 2 сезон прем'єра відбулася у вересні 2019 року. Алексіс Гундерсон з Пасти написав у 2019 році: « Ліза на вимогу — справді відмінна комедія». У листопаді 2018 року Коші озвучив персонажа «Сова в Кроу: Легенда» — анімаційний короткометражний фільм віртуальної реальності, написаний та режисер Ерік Дарнелл, у головній ролі Джона Легенда . Прем'єра фільму відбулася на каналі YouTube «Ліза Коші Тоо» та VR Oculus 15 листопада 2018 року. Вона повернулася до Escape the Night у 2019 році. Її планують зняти у танцювально-комедійному фільмі Netflix " <i id="mwxg">Робота це»</i> поряд із Сабріною Карпентер, яка знімалася у 2019 році.

### Інші підприємства
Коші вела пряме шоу на премії «Золотий глобус 2017» року яка отримала 2,7   мільйон живих глядачів у Twitter — рекорд для медіа. Вона також приймала серію Найджела Літґо « Кожен крок» і була "єдиним соціальним артистом, обраним для просування 2016 року на MTV Movie Awards ". Вона була однією з ведучих програми Total Request Live на MTV з 2017 по 2019 рік і виступала продюсером та розробником контенту для MTV. Коші був першою «цифровою зіркою», опитаної в вебсеріалі журналу Vogue «73 питання». Коші проводив інтерв'ю знаменитостей, які відвідували 2018 та 2019 Met Galas від імені Vogue . Вона приймала відродження ігрового шоу Nickelodeon Double Dare з червня 2018 по грудень 2019 року.
Її інтернет-реклама Beats Electronics приваблює глядачів у чотири рази більше, ніж рейтинг інших знаменитостей. Коші співпрацює з ювелірною компанією The Giving Keys, яка працює і підтримує колишнє безпритульне населення, на колекції намиста. Вона є співголовою безпартійної групи «Коли ми всі голосуємо», присвяченої збільшенню участі виборців. Вона також рекламує «Більше м'яса» .

## Особисте життя
Коші зустрічалася з Девідом Добриком з кінця 2015 року до кінця 2017 року. Пара повідомила про розрив у червні 2018 року.

## Фільмографія
| Рік       |    | Українська назва               | Оригінальна назва                | Роль                                 |
| --------- | -- | ------------------------------ | -------------------------------- | ------------------------------------ |
| 2016      | ф  |                                | FML                              | Принцеса Обрі                        |
| 2016      | ф  | Бу! Гелловін Медеї             | Boo! A Madea Halloween           | Едей Волкер                          |
| 2016—2017 | с  |                                | Freakish                         | Вайолет Адамс (20 епізодів)          |
| 2017      | мф | Ворона: Легенда                | Crow: The Legend                 | Сова (озвучення)                     |
| 2017—2019 | с  |                                | Escape the Night                 | Провідниця (12 епізодів)             |
| 2018—2021 | с  | Ліза на вимогу                 | Liza on Demand                   | Ліза Герцлер (26 епізодів)           |
| 2018—2019 | с  |                                | Double Dare                      | ведуча (61 епізод)                   |
| 2020      | ф  | Зроби це                       | Work It                          | Джасмін Гейл                         |
| 2021      | мф | My Little Pony: Нове покоління | My Little Pony: A New Generation | Зіпп Сторм (озвучення)               |
| 2022—2023 | мс | Хом'як і Ґретель               | Hamster & Gretel                 | Вероніка Гілл (озвучення, 21 епізод) |
| 2023      | ф  | Мишоловка                      | Cat Person                       | Бет                                  |
| 2023      | ф  | Трансформери: Повстання звірів | Transformers: Rise of the Beasts | Арсі (озвучення)                     |
| 2023      | мф | Кракен-дівча на ім'я Рубі      | Ruby Gillman, Teenage Kraken     | Марго (озвучення)                    |
| 2024      | ф  | Гравці                         | Players                          | Ешлі                                 |
| 2024      | ф  | Сімейна справа                 | A Family Affair                  | Юджині                               |
| 2025      | ф  | Голий пістолет                 | The Naked Gun                    | детектив Барнс                       |

### Музичні відео
| Роки | Назва                                                      | Виконавець                          |
| ---- | ---------------------------------------------------------- | ----------------------------------- |
| 2017 | Official Video, Closer by the Chainsmokers & Halsey Parody | Bing Bong                           |
| 2019 | Woke Up Late                                               | Drax Project Feat. Hailee Steinfeld |
| 2019 | Dollar Store with Liza                                     | Liza Koshy                          |

## Прийом
Журнал «Teen Vogue» назвав Коші до свого списку «7 жінок-коміков, яких потрібно знати» за 2016 рік. Журнал «Голлівуд-репортер» включив Коші до свого списку «15 висхідних зірок кросовера» у 2017 році. Видання «Вашингтон пост» назвало Коші однією зі «смішних жінок, гра яких сьогодні перебуває на піку». Ліза була внесена до списку «Форбс» найуспішніших представників індустрії розваг до 30 років.
Джон Юргенсен з журналу « The Wall Street Journal» описав звернення Коші так: "Її комедія є важкою для самознищення, шахрайства та гри слів, більше тупою, ніж химерною. . . . Однією з причин, коли її ескізи працюють для рекламодавців, є коефіцієнт повторення, [стискання] у десятках каламбурів та подвійних значень, що частково спонукає легко відволікати глядачів до перегляду. . . . Коші зарекомендували себе як безпечна територія для створених розважальних компаній та рекламодавців, які втекли від більш едженного онлайн-контенту ". Алексіс Гундерсон з Пасти порівняв Коші з Люсіль Бал і називає її "фізичною комедією вундеркінда " і «крихітним магнітним гофболом».

### Нагороди та номінації
Коші виграв чотири нагороди Streamy Awards та Teen Choice Awards та нагороду Kids 'Choice Award .
| Рік      | Шоу-нагорода                  | Категорія                                                            | Результат | Ref.   |
| -------- | ----------------------------- | -------------------------------------------------------------------- | --------- | ------ |
| 2016 рік | Streamy Awards                | Прорив творець                                                       | Перемога  | [ 66 ] |
| 2017 рік | Нагороди за вибір людей       | Улюблена зірка соціальних медіа                                      | Номінація | [ 67 ] |
| 2017 рік | Нагороди для вибору підлітків | Вибір жіночої вебзірки                                               | Перемога  | [ 68 ] |
| 2017 рік | Нагороди для вибору підлітків | Choice Comedy Web Star                                               | Номінація | [ 68 ] |
| 2017 рік | Нагороди для вибору підлітків | Вибір YouTuber                                                       | Номінація | [ 68 ] |
| 2017 рік | Короткі нагороди              | YouTuber of the Year                                                 | Номінація | [ 69 ] |
| 2017 рік | Streamy Awards                | Творець року                                                         | Номінація | [ 70 ] |
| 2017 рік | Streamy Awards                | Комедія                                                              | Перемога  | [ 71 ] |
| 2017 рік | Streamy Awards                | Редагування                                                          | Номінація |        |
| 2018 рік | Нагороди для вибору дітей     | Улюблений смішний автор YouTube                                      | Перемога  | [ 72 ] |
| 2018 рік | 10-і короткі нагороди         | Творець десятиліття                                                  | Номінація | [ 73 ] |
| 2018 рік | Нагороди для вибору підлітків | Вибір жіночої вебзірки                                               | Перемога  | [ 74 ] |
| 2018 рік | Нагороди для вибору підлітків | Choice Comedy Web Star                                               | Перемога  | [ 74 ] |
| 2018 рік | Нагороди для вибору підлітків | Вибір YouTuber                                                       | Перемога  | [ 74 ] |
| 2018 рік | Streamy Awards                | Творець року                                                         | Номінація | [ 75 ] |
| 2018 рік | Streamy Awards                | Комедійний серіал: Ліза на вимогу                                    | Перемога  | [ 75 ] |
| 2018 рік | Streamy Awards                | Акторська роль у комедії: Ліза на вимогу                             | Перемога  | [ 75 ] |
| 2019 рік | Нагороди для вибору дітей     | Улюблений телеведучий (з Марком Саммерсом для подвійного сміливості) | Номінація |        |
| 2019 рік | Нагороди за вибір людей       | Соціальна зірка                                                      | Номінація | [ 77 ] |